# Dobutamine
Dobutamine là một loại thuốc được sử dụng trong điều trị sốc tim và suy tim nặng. Nó cũng có thể được sử dụng trong một số loại xét nghiệm căng thẳng tim. Nó được đưa vào cơ thể bằng tiêm tĩnh mạch hoặc trong xương như một dòng truyền liên tục. Lượng thuốc cần được điều chỉnh theo hiệu quả mong muốn. Khởi phát hiệu ứng thường thấy trong vòng 2 phút.
Các tác dụng phụ thường gặp bao gồm nhịp tim nhanh, nhịp tim không đều và viêm tại vị trí tiêm. Sử dụng không được khuyến cáo ở những người bị hẹp van động mạch chủ phì đại vô căn. Nó chủ yếu hoạt động bằng cách kích thích trực tiếp các thụ thể beta 1, làm tăng sức mạnh của các cơn co thắt của tim. Nói chung nó ít ảnh hưởng đến nhịp tim của người bệnh.
Dobutamine đã được phê duyệt cho sử dụng y tế tại Hoa Kỳ vào năm 1978. Nó có sẵn như là một loại thuốc gốc. Tại Vương quốc Anh tính đến năm 2018, NHS tốn khoảng 2 pound mỗi lọ. Ban đầu nó được làm từ isoproterenol.

## Sử dụng trong y tế
Dobutamine được sử dụng để điều trị suy tim cấp tính nhưng có khả năng hồi phục, chẳng hạn như xảy ra trong phẫu thuật tim hoặc trong trường hợp sốc nhiễm trùng hoặc sốc tim, trên cơ sở tác dụng kích thích dương tính của nó.
Dobutamine có thể được sử dụng trong trường hợp suy tim sung huyết để tăng cung lượng tim. Nó được chỉ định khi điều trị bằng đường tiêm là cần thiết để hỗ trợ điều trị bằng phương pháp inotropic trong điều trị ngắn hạn cho bệnh nhân bị mất bù tim do co bóp, có thể là kết quả của bệnh tim hữu cơ hoặc phẫu thuật tim. Nó không hữu ích trong bệnh tim thiếu máu cục bộ vì nó làm tăng nhịp tim và do đó làm tăng nhu cầu oxy của cơ tim. 